# Meriania excelsa
Meriania excelsa là một loài thực vật có hoa trong họ Mua. Loài này được (Gardner) Cogn. mô tả khoa học đầu tiên năm 1886.